# Riaguas de San Bartolomé
Riaguas de San Bartolomé è un comune spagnolo di 90 abitanti situato nella comunità autonoma di Castiglia e León.